# Ouïezd de Kirillov
L'ouïezd de Kirillov (en russe : Кири́лловский уе́зд, Kirillovski ouïezd)  est une unité administrative-territoriale (okroug) au sein du tsarat et de l'empire russe qui a existé de 1776 à 1927. Le chef-lieu était la ville de Kirillov, et sa population s'élevait à 131 819 habitants en 1911.

## Histoire
En 1776, avec de la réforme régionale de Catherine II, l'ouïezd de Kirllov est créé, en divisant le territoire de l'ouïezd de Beloozero.
Le 1er août 1927, au sein de l'okroug de Tcherepovets (ru), le raïon de Kirillov fut créé, en reprenant une partie du territoire de l'ouïezd de Kirillov.